# Daïra d'Ouled Derradj
La Daïra de Ouled Derradj est une circonscription administrative algérienne située dans la wilaya de M'Sila. Son chef-lieu est situé sur la commune éponyme d'Ouled Derradj.
La daïra regroupe les cinq communes de Ouled Derradj, Maadid, M'Tarfa, Ouled Addi Guebala et Souamaa.